# تاتیانا کاسینتسوا
تاتیانا آناتولیونا کاسینتسوا (روسی: Татьяна Анатольевна Косинцева) (زادهٔ ۱۱ آوریل ۱۹۸۶) استاد بزرگ شطرنج روسی است. او عنوان استاد بزرگ را از فیده در سال ۲۰۰۷ دریافت کرد. کاسینتسوا دو بار قهرمان زنان اروپا و سه بار قهرمان زنان روسیه شده است. او همچنین عضو تیم قهرمان الماس طلایی در المپیادهای شطرنج زنان در سال‌های ۲۰۱۰ و ۲۰۱۲ و در مسابقات قهرمانی تیم شطرنج زنان اروپا در سال‌های ۲۰۰۷، ۲۰۰۹ و ۲۰۱۱ بوده است.

## حرفه
کاسینتسوا با عملکرد قابل‌توجه خود در رقابت‌های بین‌المللی، همواره به عنوان یکی از موفق‌ترین شطرنج‌بازان زن روسیه شناخته شده و با ترکیبی از تکنیک‌های قوی و استراتژی‌های هوشمندانه، توانسته است به عناوین متعدد قهرمانی در مسابقات مختلف دست یابد. او در سن ۶ سالگی شطرنج را به همراه خواهر بزرگترش نادژدا آغاز کرد. وقتی از کلاس‌های رقص با مادرشان به خانه بازمی‌گشتند، به‌طور تصادفی با یک باشگاه شطرنج برخورد کردند و تصمیم گرفتند که بازی شطرنج را شروع کنند. او به یاد می‌آورد که در دوران کودکی با مطالعه کتابی از بازی‌های الکساندر آلخین، قهرمان پیشین جهان، الهام گرفته و از بازی‌های گاری کاسپاروف و بابی فیشر نیز تحت تأثیر قرار گرفته است.
در مسابقات قهرمانی شطرنج جوانان جهان، او موفق به کسب مدال‌های نقره در رده سنی دختران زیر ۱۰ سال (کالا گالدانا، ۱۹۹۶) و دختران زیر ۱۲ سال (کان، ۱۹۹۷) شد. کاسینتسوا همچنین در رده سنی دختران زیر ۱۰ سال در قهرمانی شطرنج جوانان اروپا در سال ۱۹۹۶ که در ریماتسکا سوبوتا برگزار شد، مدال طلا را به دست آورد. او مدال‌های نقره دیگری را نیز در رویدادهای اروپایی در مورهک (۱۹۹۸) و کالیتیا (۲۰۰۰)، در سطوح دختران زیر ۱۲ سال و دختران زیر ۱۸ سال، کسب کرد.

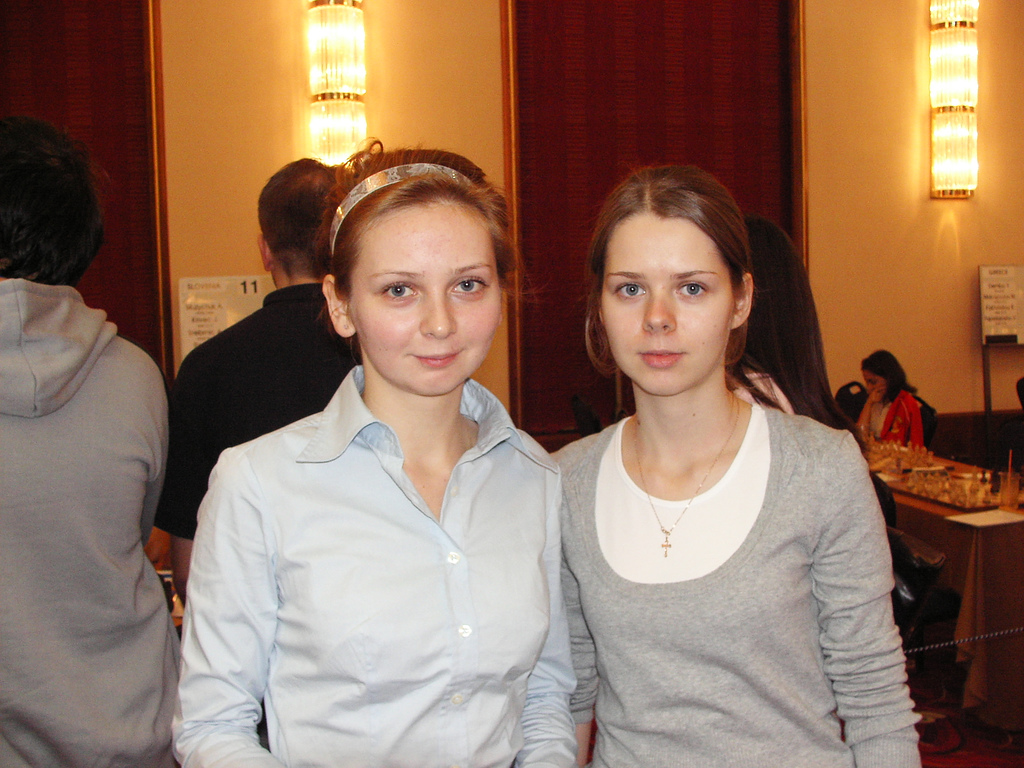
خواهران کاسینتسوا، نادژدا و تاتیانا

 در سال‌های ۲۰۰۲، ۲۰۰۴ و ۲۰۰۷، کاسینتسوا قهرمان قهرمانی شطرنج زنان روسیه شد. در سال ۲۰۰۶، او با نیم امتیاز کمتر از برنده، کاترینا کربوت، مسابقه‌ای را باخت. همچنین در سال ۲۰۰۴، کاسینتسوا در تورنمنت زنان اکسنتوس در فستیوال شطرنج بیل قهرمان شد.
او در سال ۲۰۰۷ قهرمانی شطرنج زنان فردی اروپا را با رتبه عملکرد (TPR) ۲۷۷۴ به دست آورد. او دوباره در سال ۲۰۰۹ پس از پیروزی در یک پلی‌آف سریع با لیلیت مکتریان با نتیجه ۱½–½ قهرمان شد. هر دو بازیکن با نتیجه ۸½/۱۱ تورنمنت را به پایان رساندند.

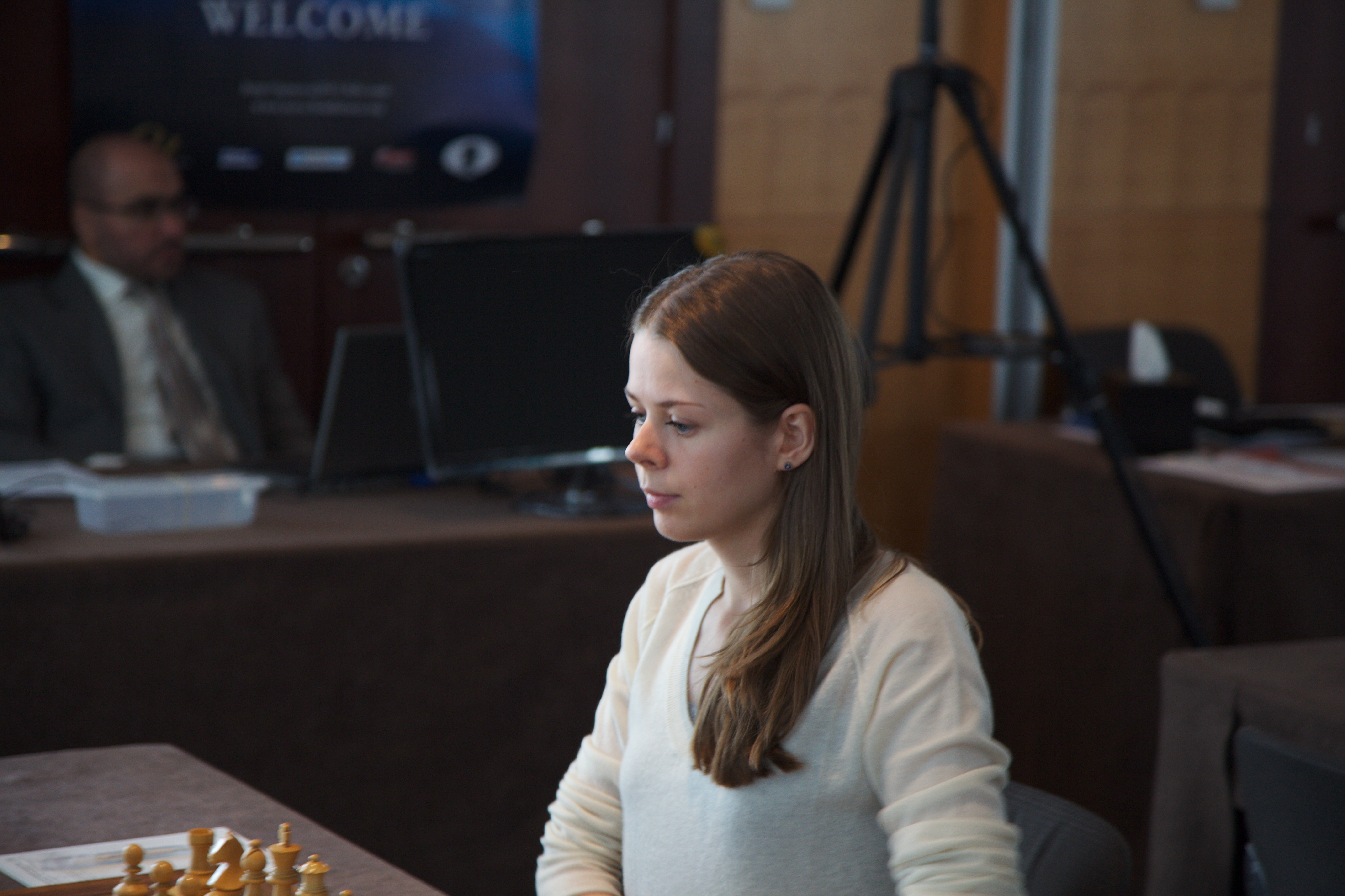
کاسینتسوا، ۲۰۱۳

 در سال ۲۰۱۰، کاسینتسوا جایزه بزرگ شطرنج زنان فیده در نالجیک را با رتبه عملکرد ۲۷۳۵ برد. او با امتیاز ۹/۱۱، ۱½ امتیاز بالاتر از نزدیک‌ترین رقیبش، هو یفان، مسابقات را به پایان رساند. او ۱۶۰ امتیاز جایزه بزرگ در نالجیک را کسب کرد.
در سال ۲۰۱۲، کاسینتسوا قهرمان شطرنج سریع زنان اروپا در غازی‌عینتاپ، ترکیه شد. در آوریل ۲۰۱۴، او مدال برنز قهرمانی شطرنج بلتز زنان جهان را در خانتیمانسیسک کسب کرد. در همان سال، او مدال نقره قهرمانی شطرنج فردی زنان اروپا را در پلودیف، بلغارستان با کسب امتیاز ۸½/۱۱ به دست آورد.

## زندگی شخصی
کاسینتسوا به همراه خواهرش نادژدا در دوره‌های حقوق در دانشگاه پومور در زادگاهشان آرخانگلسک تحصیل کردند. آنها هر دو در سال ۲۰۰۸ فارغ‌التحصیل شدند.